# Sead Begović
Sead Begović (Zagreb, 20. travnja 1954. – Zagreb, 1. prosinca 2018.) bio je suvremeni hrvatski i bošnjački pjesnik, prozaik, književni kritičar, esejist, urednik i novinar. 

## Životopis
U Zagrebu je pohađao osnovnu i srednju školu, te Filozofski fakultet (Studij kroatistike i komparativne književnosti). Radio je kao voditelj propagande u zagrebačkom kazalištu Trešnja, knjižničar u Nacionalnoj i sveučilišnoj knjižnici u Zagrebu, novinar (redakcija kulture Vjesnika), voditelj Tribine Društva hrvatskih književnika i glavni urednik Časopisa za kulturu i društvena pitanja Behar. Kao književni kritičar surađivao je s velikim brojem časopisa za književnost (Forum, Republika, Književni list, Vijenac i dr.) i dnevnim novinama: Vjesnik, Jutarnji list i Večernji list. 
Zastupljen je u tridesetak antologija suvremene hrvatske poezije i u tri do sada objavljene antologije bošnjačke poezije, te u isto toliko panorama i zbornika na hrvatskom i na stranim jezicima. BZK Preporod Sarajevo je njegove izabrane pjesme uvrstio u edicijuBošnjačka književnost u 100 knjiga. Neke su njegove pjesme i ciklusi pjesama te kratke priče prevedeni na tridesetak jezika. Promovirao je (predstavljao) mnoge knjige poezije i proze suvremenih književnika na promocijskim priredbama, a istodobno piše pogovore i predgovore za te knjige — riječ je o stotinama kritika uglavnom istaknutih hrvatskih, ali i bosanskohercegovačkih književnika. Neke je tekstove sabrao u svoje tri objavljene knjige književnih kritika. 
Bio je član Društva hrvatskih književnika, Hrvatskog društva pisaca, Hrvatskog P.E.N. centra i Zajednice umjetnika Hrvatske. 
Preminuo je u Zagrebu, 1. prosinca 2018. godine.

## Objavljene knjige
- Vođenje pjesme, pjesme, Mladost, Zagreb, 1979.;
- Nad pjesmama, pjesme, Logos, Split, 1984.;
- Ostavljam trag, pjesme, Sveučilišna naklada Liber, Zagreb, 1988.;
- Bad blue boys, pjesme i priče, Grafički zavod Hrvatske, Zagreb, 1990.;
- Nova kuća, Društvo hrvatskih književnika, Zagreb, 1997.;
- Književna otkrivanja, Stajer-graf, Zagreb, 1998.;
- Između dviju udobnosti, pjesme, Društvo hrvatskih književnika, Zagreb, 2002.;
- Prorok u našem vrtu, izbor iz poezije, Biblioteka Bosana, Zagreb, 2002.;
- Sanjao sam smrt pastira,[7] kratke priče, Naklada Breza, Zagreb, 2002.;
- Pjesmozor, književne kritike, Stajer-graf, Zagreb, 2006.;
- Književni meridijani, književna kritika, Mala knjižnica DHK, Zagreb, 2007.;
- Sve opet postoji,[8] izabrane pjesme, Bošnjačka književnost u 100 knjiga, BZK Preporod, Sarajevo, 2007.;
- Osvrneš se stablu,[9] izabrane pjesme, Stajer-graf, Zagreb, 2008.;
- Uresi: aplikacije,[10] pjesme, V.B.Z., Zagreb, 2008.;
- Đibrilove oči,[11] kratke priče, KDBH Preporod, Zagreb, 2008.;
- Zvekirom po čelu,[12] pjesme, Hrvatsko društvo pisaca, Zagreb, 2012.;
- U potrazi za Zlatom, Izabrane ljubavne pjesme (1979. – 2015.), Stajer graf, Zagreb, 2015.[13]